# Andreas Walch

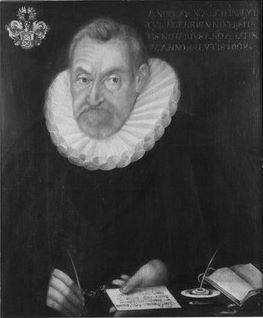
Andreas Walch (1608), Tübinger Professorengalerie

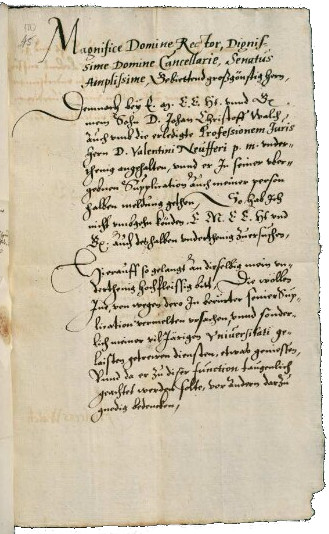
Supplik des Andreas Walch um eine Professur für seinen Sohn, 1610

Andreas Walch (* 1530 in Rottenburg am Neckar; † 18. Mai 1620 in Tübingen) war ein deutscher Jurist sowie Notar der Universität Tübingen.

## Leben
Andreas Walch war der Sohn des Sohn des Ratsherren zu Rottenburg am Neckar, Ludwig Walch, und dessen Ehefrau Anna Schelhammer.
Andreas Walch immatrikulierte sich 1546 an der Universität Tübingen und wurde nach dem erfolgreichen Abschluss seines Studiums 1558 Sekretär am Reichskammergericht. Er war ab 1574 mindestens bis 1594 Notar und später auch Syndikus der Universität Tübingen. Zu seinen vielfältigen Amtsgeschäften, die ihn heute noch bekannt machen, zählt u. a. das Festhalten des Nachweises, dass im Jahr 1588 ein Giordano Bruno, der „aus religiösen Gründen auf der Flucht“ sei, an der Universität Tübingen um eine Privatdozentur nachgesucht habe.
1589 lieh er der Stadt Reutlingen die hohe Summe von 1000 Gulden, über deren Rückzahlung es über seinen Tod hinaus zu Problemen kam, die am Reichskammergericht geschlichtet wurden.
In erster Ehe war er mit Anna Geyling aus Speyer verheiratet. 1569 heiratete er in zweiter Ehe in Weilheim bei Tübingen Agatha Kirchberger (* 3. Oktober 1550 in Rottenburg, † 31. Januar 1602 in Tübingen), Schwester des Georg Kirchberger von Rothemburg, und lebte mit ihr ab 1592 auf dem Bochingerhof in Ehingen.
Mit ihr soll er mindestens neun Kinder gezeugt haben. Von zwei weiteren ist nicht bekannt, ob sie aus erster Ehe oder ggf. anderen Verhältnissen stammten.
1605 bis 1610 war er in dritter Ehe mit der Stuttgarter Apothekertochter Sabine Mergenthaler (* 29. Dezember 1563 in Stuttgart, † 28. August 1610 in Tübingen) verheiratet.
1616 verstarb seine vierte Ehefrau (oo 1613) Ursula, geborene Graseck, die bis 1611 mit dem Tübinger Eberhard Riepp († 1611) in Walheim verheiratet war.
Ein Sohn genannt Hieronymus (* 1588 o. 1589 in Tübingen, † 1671), studierte und promovierte, suchte 1610 nach seiner Promotion um eine Position an der Universität in Tübingen nach und war 1611 Physikus in Göttingen. Eine Tochter, genannt Christine, ist 1615 urkundlich und war mit einem Max Besserer verheiratet, der zu diesem Zeitpunkt als Geistlicher Verwalter in Tübingen eingesetzt war. Eine weitere Tochter, genannt Blandina (* 5. November 1581, † September 1637), war die Ehefrau des Mediziners, Tübinger Professors und späteren Rektors Johannes Fabri (1571–1620) in Tübingen, dann des Kellers Justus Müller (1593–1648) in Sindelfingen.
Andreas Walchs 1608 in Öl gemaltes Porträt ist Teil der Tübinger Professorengalerie.